# Steinhauser Hütte
Die Steinhauser Hütte war eine Eisenhütte in Witten. Die Hütte wurde 1855 (Walzwerk ab 1814) gegründet. Sie befand sich auf dem Gelände des heutigen Gewerbegebiets „Drei Könige“ nahe der Herbeder Straße. Sie wurde spätestens 1921 stillgelegt. 2018 wurden Fundamente des Puddelwerks im Rahmen von Sanierungsmaßnahmen des Geländes freigelegt. Wenige Tage später wurden auch Reste eines zweiten Werkes mit Bessemerbirnen freigelegt.